# Heiligenthal (Gerbstedt)

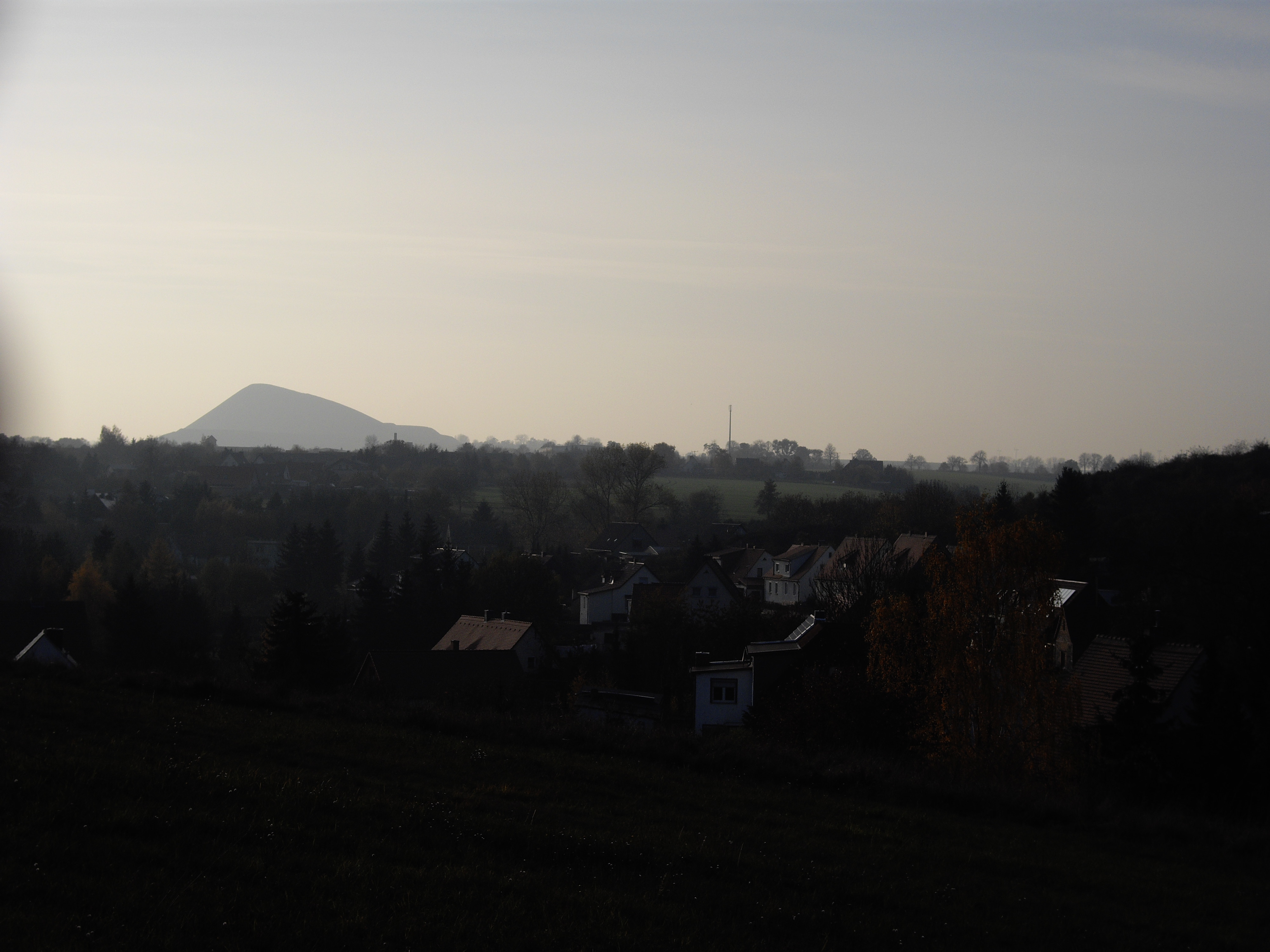
Blick auf Heiligenthal von Osten, im Hintergrund die Halde des Otto-Brosowski-Schachts

Heiligenthal ist ein Ortsteil der Stadt Gerbstedt im östlichen Landkreis Mansfeld-Südharz in Sachsen-Anhalt, Deutschland.

## Geografie

### Geografische Lage
Heiligenthal liegt ca. 3 km südlich von Gerbstedt und ca. 11 km nordöstlich der Lutherstadt Eisleben. In Heiligenthal mündet der Stohlbach in das Flüsschen Schlenze, das durch den Ort sowie durch die beiden Ortsteile verläuft.

### Ortschaftsgliederung
Zur Ortschaft Heiligenthal gehören die Ortsteile Heiligenthal, Helmsdorf und Lochwitz.

## Geschichte
Auf steinzeitliche Spuren weist das Mauerkammergrab von Heiligenthal.
Bis 1931 hieß die Gemeinde Heiligenthal noch Heiligenthal-Helmsdorf.
Durch einen Gebietsänderungsvertrag hat der Gemeinderat der Gemeinde Heiligenthal am 5. Januar 2010 beschlossen, dass die Gemeinde Heiligenthal in die Einheitsgemeinde Stadt Gerbstedt eingemeindet wird. Dieser Vertrag wurde vom Landkreis als unterer Kommunalaufsichtsbehörde genehmigt und trat am 24. Januar 2010 in Kraft.
Nach Eingemeindung der bisher selbständigen Gemeinde Heiligenthal werden Heiligenthal, Helmsdorf und Lochwitz Ortsteile der Stadt Gerbstedt. Für die eingemeindete Gemeinde wird die Ortschaftsverfassung nach den §§ 86 ff. der Gemeindeordnung Sachsen-Anhalt eingeführt. Die eingemeindete Gemeinde Heiligenthal und künftigen Ortsteile Heiligenthal, Helmsdorf und Lochwitz werden zur Ortschaft der aufnehmenden Stadt Gerbstedt. In der eingemeindeten Gemeinde und nunmehrigen Ortschaft Heiligenthal wird ein Ortschaftsrat mit Ortsbürgermeister gebildet.

## Politik

### Bürgermeister
Der letzte ehrenamtliche Bürgermeister der Gemeinde Heiligenthal war Kurt Christel. Er wurde zum ersten Mal am 12. Juni 1994 gewählt.

## Bauwerke
Wahrzeichen des Ortes ist die spätromanische St.-Andreas-Kirche. Der denkmalgeschützte Ortskern wird maßgeblich vom Sedelhof, einem ehemaligen Rittergut, geprägt.

## Verkehr
Zur Bundesstraße 180, die Aschersleben und Naumburg (Saale) verbindet, sind es in westlicher Richtung circa sieben Kilometer. Die nächstgelegenen Bahnstationen sind Belleben an der Strecke Halle–Halberstadt und Hettstedt an der Berlin-Blankenheimer Eisenbahn (jeweils elf Kilometer entfernt) sowie Lutherstadt Eisleben an der Verbindung Halle–Kassel (14 Kilometer entfernt). Die Buslinien 366 und 401 der Verkehrsgesellschaft Südharz verbinden Heiligenthal mit Eisleben und Hettstedt, zu letztgenannter Stadt endete 1998 der Schienenpersonenverkehr.

## Persönlichkeiten
In Heiligenthal wurde der Theologe Ferdinand Huhold (1802–1880) geboren.

## Sonstiges
Der Ortsteil Helmsdorf ist vor allem durch ein Fürstengrab der Aunjetitzer Kultur bekannt, das dendrochronologisch auf 1840 v. Chr. datiert wurde.